# Карабиевка
Караби́евка (укр. Карабіївка) — село в Теофипольском районе Хмельницкой области Украины.
Население по переписи 2001 года составляло 385 человек. Почтовый индекс — 30640. Телефонный код — 3844. Занимает площадь 0,93 км². Код КОАТУУ — 6824783001.

## Местный совет
30640, Хмельницкая обл., Теофипольский р-н, с. Карабиевка, ул. Октябрьская, 58